# العلاقات الوسط إفريقية الجنوب إفريقية
العلاقات الوسط أفريقية الجنوب أفريقية هي العلاقات الثنائية التي تجمع بين جمهورية أفريقيا الوسطى وجنوب أفريقيا.

## مقارنة بين البلدين
هذه مقارنة عامة ومرجعية للدولتين:
| وجه المقارنة                                              | جمهورية أفريقيا الوسطى      | جنوب أفريقيا |
| --------------------------------------------------------- | --------------------------- | --- |
| المساحة (كم2)                                             | 622.98 ألف                  | 1.22 مليون |
| عدد السكان (نسمة)                                         | 4.66 مليون                  | 57.73 مليون |
| الكثافة السكانية (ن./كم²)                                 | 7.48                        | 47.32 |
| العاصمة                                                   | بانغي                       | بريتوريا، بلومفونتين، كيب تاون |
| اللغة الرسمية                                             | لغة فرنسية، اللغة السانغوية | لغة إنجليزية، اللغة الأفريقانية، اللغة النديبلي الجنوبية، اللغة السوثو الشمالية، اللغة السوتية، لغة سوازي، اللغة التسونجا، اللغة التسوانية، اللغة الفيندية، اللغة الكوسية، اللغة الزولوية |
| العملة                                                    | فرنك وسط أفريقي             | راند جنوب أفريقي |
| الناتج المحلي الإجمالي (بليون دولار)                      | 1.95 مليار                  | 349.42 مليار |
| الناتج المحلي الإجمالي (تعادل القوة الشرائية) بليون دولار | 3.03 مليار                  | 725.91 مليار |
| الناتج المحلي الإجمالي الاسمي للفرد دولار أمريكي          | 323                         | 5.72 ألف |
| الناتج المحلي الإجمالي للفرد دولار أمريكي                 | 594                         | 13.05 ألف |
| مؤشر التنمية البشرية                                      | 0.350                       | 0.666 |
| رمز المكالمات الدولي                                      | +236                        | +27 |
| رمز الإنترنت                                              | .cf                         | .za |
| المنطقة الزمنية                                           | ت ع م+01:00                 | ت ع م+02:00، أفريقيا/جوهانسبرغ ‏ |

## منظمات دولية مشتركة
يشترك البلدان في عضوية مجموعة من المنظمات الدولية، منها:
| علم المنظمة | اسم المنظمة                                 | تاريخ انضمام جمهورية أفريقيا الوسطى | تاريخ انضمام جنوب أفريقيا |
| ----------- | ------------------------------------------- | ----------------------------------- | ------------------------- |
|             | مؤسسة التنمية الدولية                       | 27 أغسطس 1963                       | 12 أكتوبر 1960            |
|             | يونسكو                                      | 11 نوفمبر 1960                      | 4 نوفمبر 1946             |
|             | وكالة ضمان الاستثمار متعدد الأطراف          | 8 سبتمبر 2000                       | 10 مارس 1994              |
|             | الأمم المتحدة                               | 20 سبتمبر 1960                      | 7 نوفمبر 1945             |
|             | مجموعة دول أفريقيا والكاريبي والمحيط الهادئ | ?                                   | ?                         |
|             | الفريق المعني برصد الأرض                    | ?                                   | ?                         |
|             | الاتحاد البريدي العالمي                     | ?                                   | ?                         |
|             | البنك الدولي للإنشاء والتعمير               | 10 يوليو 1963                       | 27 ديسمبر 1945            |
|             | الاتحاد الدولي للاتصالات                    | 2 ديسمبر 1960                       | 1910                      |
|             | منظمة حظر الأسلحة الكيميائية                | ?                                   | ?                         |
|             | مؤسسة التمويل الدولية                       | 1 أبريل 1991                        | 3 أبريل 1957              |
|             | منظمة التجارة العالمية                      | ?                                   | 1995                      |
|             | منظمة الشرطة الجنائية الدولية               | ?                                   | ?                         |
|             | الاتحاد الأفريقي                            | ?                                   | 6 يونيو 1994              |
|             | البنك الإفريقي للتنمية                      | ?                                   | ?                         |

## وصلات خارجية
- موقع وزارة الخارجية الجنوب أفريقية